# Steel Magnolias (2012)
Steel Magnolias (bra: Flores de Aço) é um telefilme de comédia dramática americano dirigido por Kenny Leon que estreou na Lifetime Network em 7 de outubro de 2012. É uma releitura contemporânea da peça Steel Magnolias e sua adaptação cinematográfica de 1989. O novo filme é estrelado por um elenco americano totalmente negro, incluindo Queen Latifah como M'Lynn, Jill Scott como Truvy, Condola Rashad como Shelby, Adepero Oduye como Annelle, com Phylicia Rashad como Clairee e Alfre Woodard como Ouiser.

## Elenco
- Queen Latifah como Mary Lynn "M'Lynn" Eatenton
- Jill Scott como Truvy Jones
- Alfre Woodard como Louisa "Ouiser" Boudreaux
- Adepero Oduye como Annelle Dupuy-DeSoto
- Phylicia Rashad como Clairee Belcher
- Condola Rashad como Shelby Eatenton-Latcherie
- Lance Gross como Sammy DeSoto
- Michael Beasley como Spud Jones
- Tory Kittles como Jackson Latcherie
- Afemo Omilami como Drum Eatenton
- Demetrius Bridges como Jonathan Eatenton
- Justin Martin como Tommy Eatenton
- Jeff Rose como Dr. Judd

## Recepção

### Recepção crítica
O filme foi recebido com críticas positivas da crítica especializada, com uma pontuação de 74 em 100 do Metacritic. Muitos críticos elogiaram o desempenho de Alfre Woodard como Ouiser.

### Avaliações
O filme estreou no domingo, 7 de outubro de 2012, na Lifetime e conquistou 6,5 milhões de telespectadores. É o terceiro Lifetime Original mais visto.

### Prêmios
Woodard foi indicada a vários prêmios por sua atuação como Ouiser, incluindo o Prémio Screen Actors Guild de melhor atriz em minissérie ou telefilme e o Emmy do Primetime de melhor atriz coadjuvante em minissérie ou telefilme.